# کاسال دی پرینسیپه
کاسال دی پرینسیپه (به ایتالیایی: Casal di Principe) یک کومونه در ایتالیا است که در استان کسرتا واقع شده‌است.

## خصوصیات
کاسال دی پرینسیپه ۲۳٫۴ کیلومترمربع مساحت و ۲۱٬۰۱۱ نفر جمعیت دارد.